# Zvon (Nízký Jeseník)
Vrch Zvon (592 m n. m.) se nachází u obce Řídeč v Nízkém Jeseníku v okresu Olomouc. K vrchu samotnému se vztahuje starodávná a dosti strašidelná pověst, podle níž vrch dostal i svůj název, který pochází od městského zvonu, který začal sám od sebe zničehonic zvonit během jedné ze starodávných válek. Zvuk z tohoto strašidelného zvonu prý lze i dnes občas zaslechnout.